# Coupe Sochaux
La Coupe Sochaux, connue également sous le nom de Coupe Peugeot, est une compétition française de football créée à l'initiative de Jean-Pierre Peugeot.

## Histoire
Au début des années 1930, Jean-Pierre Peugeot souhaite organiser une compétition réservée aux meilleurs clubs de France. En effet, depuis la fin de la Grande guerre, la seule compétition nationale d'envergure est la Coupe de France, le championnat de France de la Fédération française de football créé en 1927 s'étant arrêté en 1929. Le statut professionnel est voté par la FFF dès l'été 1930 avec mise en application prévue en 1932, et la question du maintien des Ligues régionales ou de la création d'un championnat à caractère national fait débat.
La Fédération française de football, après un refus initial, donne son accord et confie l'organisation de l'épreuve au secrétariat du Football Club Sochaux-Montbéliard (FCSM),. La première édition a lieu en 1930 et réunit huit équipes, considérées comme les meilleures du pays,. Cette épreuve durera deux saisons avec pour vainqueurs le FCSM en 1931 et le FC Mulhouse en 1932.
L'historien Gilbert Baudoin relève qu'avec la Coupe Peugeot, « pour la première fois, des clubs français se sont rencontrés dans une compétition nationale ayant toutes les formes du championnat, mais d'un niveau très supérieur à celui qu'ils rencontrent habituellement dans leurs régions ». Cette compétition a préfiguré le championnat de France professionnel, qui lui succède en 1932-1933,.

## Palmarès
- 1930-1931 : FC Sochaux-Montbéliard bat Olympique lillois 6 buts à 1
- 1931-1932 : FC Mulhouse bat Stade français 4 buts à 2

## Première édition (1930-1931)

### Formule
Les huit équipes sont réparties en deux groupes de quatre. Elles se rencontrent par matchs aller/retour. Les deux vainqueurs de poule se disputent la finale.

### Participants
- FC Sochaux-Montbéliard
- RC Roubaix
- Olympique de Marseille
- Olympique lillois
- FC Sète
- FC Mulhouse
- Red Star Olympique (Paris)
- Club français (Paris)

### Classements
Poule A
| Rang | Équipe            | Pts | J | G | N | P | Bp | Bc | Diff |  | Résultats (▼ dom., ► ext.) | LIL | SET  | MUL | CLU |
| ---- | ----------------- | --- | - | - | - | - | -- | -- | ---- |  | -------------------------- | --- | ---- | --- | --- |
| 1    | Olympique lillois | 9   | 6 | 4 | 1 | 1 | 21 | 10 | +11  |  | Olympique lillois          |     | 11-3 | 2-1 | 5-2 |
| 2    | FC Sète           | 7   | 6 | 3 | 1 | 2 | 13 | 20 | -7   |  | FC Sète                    | 3-1 |      | 3-2 | 1-0 |
| 3    | FC Mulhouse       | 5   | 6 | 2 | 1 | 3 | 12 | 9  | +3   |  | FC Mulhouse                | 0-0 | 6-0  |     | 1-3 |
| 4    | Club français     | 3   | 6 | 1 | 1 | 4 | 10 | 14 | -4   |  | Club français              | 1-2 | 3-3  | 1-2 |     |

Poule B
| Rang | Équipe                 | Pts | J | G | N | P | Bp | Bc | Diff |  | Résultats (▼ dom., ► ext.) | SOC | RED | MAR | ROU |
| ---- | ---------------------- | --- | - | - | - | - | -- | -- | ---- |  | -------------------------- | --- | --- | --- | --- |
| 1    | FC Sochaux-Montbéliard | 10  | 6 | 5 | 0 | 1 | 21 | 7  | +14  |  | FC Sochaux-Montbéliard     |     | 3-1 | 3-0 | 6-1 |
| 2    | Red Star Olympique     | 6   | 6 | 3 | 0 | 3 | 10 | 12 | -2   |  | Red Star Olympique         | 2-1 |     | 4-3 | 2-1 |
| 3    | Olympique de Marseille | 5   | 6 | 2 | 1 | 3 | 5  | 12 | -7   |  | Olympique de Marseille     | 0-4 | 2-0 |     | 2-1 |
| 4    | RC Roubaix             | 3   | 6 | 1 | 1 | 4 | 8  | 15 | -7   |  | RC Roubaix                 | 3-4 | 2-1 | 0-0 |     |

### Matchs de poule
- 2 novembre 1930[6]
  - A Paris : Club français 1-2 FC Mulhouse
  - A Paris : Red Star Olympique 2-1 FC Sochaux
- 11 novembre 1930
  - A Roubaix : RC Roubaix 2-1 Red Star Olympique[7]
- 30 novembre 1930
  - A Mulhouse : FC Mulhouse 0-0 Olympique lillois[8].
- 14 décembre 1930[1]
  - FC Sochaux 3-1 Red Star
- 4 janvier 1931[9].
  - A Sète : FC Sète 1-0 Club français
- 15 février 1931[10].
  - Olympique de Marseille 2-0 Red Star[11]
- 12 mars 1931
  - A Paris : Club français 3-3 FC Sète[12].
- 4 avril 1931
  - FC Mulhouse 6-0 FC Sète[13].
- 5 avril 1931[14]
  - Olympique de Marseille 2-1 RC Roubaix[15]
  - FC Sète 3-1 Olympique lillois
- 6 avril 1931
  - Olympique de Marseille 0-4 FC Sochaux[16]
- 13 avril 1931
  - RC Roubaix 3-4 FC Sochaux[17]
- 26 avril 1931
  - FC Sète 3-2 FC Mulhouse[18].
- 1er mai 1931
  - Red Star Olympique 2-1 RC Roubaix[19].
- 7 mai 1931
  - FC Sochaux 3-0 Olympique de Marseille[20]
- 9 mai 1931
  - Red Star 4-3 Olympique de Marseille[21]
- 10 mai 1931
  - Au Stade Buffalo à Montrouge : Club français 1-2 Olympique lillois[22].
  - RC Roubaix 0-0 Olympique de Marseille[23]
- 14 mai 1931
  - FC Sochaux 6-1 RC Roubaix[24]
- 15 mai 1931
  - FC Mulhouse 1 - 3 Club français[25]

### Finale
- Le 17 mai 1931 au Parc des Princes, FC Sochaux-Montbéliard (6-1) Olympique lillois[26].
  - Buteurs du FC Sochaux : Lucien Laurent (2 buts), Cropper, André Maschinot, Leslie Miller
  - Buteurs de l'Olympique lillois : André Cheuva

## Deuxième édition (1931-1932)

### Formule
L'épreuve se joue en quatre groupes de cinq équipes rencontrant chacune des quatre autres équipes à deux reprises. Les quatre vainqueurs de groupes se qualifient pour les demi-finales.

### Participants
La compétition est élargie à 20 participants ; l'Olympique de Marseille décide de ne pas jouer cette compétition,, « qu'il estime ne pas présenter d'intérêt pour lui et son équipe ».
Poule A
- FC Sète
- FC Sochaux-Montbéliard
- Club français (Paris)
- SO Montpellier
- RC Roubaix

Poule B
- Stade français (Paris)
- Excelsior Athlétic Club de Roubaix
- FC Rouennais
- OGC Nice
- Racing club de France (Paris)

Poule C
- Red Star Olympique
- AS Cannes
- Olympique lillois
- Amiens AC
- Stade havrais

Poule D
- FC Mulhouse
- CA Paris
- AS Valentigney
- US Tourcoing
- Le Havre AC

### Classements
Poule A
| Rang | Équipe                 | Pts | J | G | N | P | Bp | Bc | Diff |  | Résultats (▼ dom., ► ext.) | SET | SOC | CFR | SOM | ROU |
| ---- | ---------------------- | --- | - | - | - | - | -- | -- | ---- |  | -------------------------- | --- | --- | --- | --- | --- |
| 1    | FC Sète                |     | 8 |   |   |   |    |    |      |  | FC Sète                    |     | 3-1 | 3-2 | 3-2 | 6-1 |
| 2    | FC Sochaux-Montbéliard |     | 8 |   |   |   |    |    |      |  | FC Sochaux-Montbéliard     | ?-? |     | 2-0 | 6-1 | 5-0 |
| ?    | Club français          | 6   | 8 | 3 | 0 | 5 | 15 | 26 | -11  |  | Club français              | 2-4 | 2-9 |     | 2-1 | 4-2 |
| ?    | SO Montpellier         | 5   | 8 | 2 | 1 | 5 | 15 | 20 | -5   |  | SO Montpellier             | 1-3 | 2-2 | 3-1 |     | 4-0 |
| ?    | RC Roubaix             |     | 8 |   |   |   |    |    |      |  | RC Roubaix                 | 1-2 | ?-? | 2-3 | 3-1 |     |

Poule B
| Rang | Équipe                             | Pts | J | G | N | P | Bp | Bc | Diff |  | Résultats (▼ dom., ► ext.)         | STA | EXC | FCR | OGC | RCF |
| ---- | ---------------------------------- | --- | - | - | - | - | -- | -- | ---- |  | ---------------------------------- | --- | --- | --- | --- | --- |
| 1    | Stade français                     | 13  | 8 | 5 | 3 | 0 | 16 | 7  | +9   |  | Stade français                     |     | 1-0 | 1-1 | 2-1 | 1-1 |
| ?    | Excelsior Athlétic Club de Roubaix | 7   | 8 | 3 | 1 | 4 | 18 | 17 | +1   |  | Excelsior Athlétic Club de Roubaix | 1-2 |     | 6-3 | 2-0 | 2-2 |
| ?    | FC Rouennais                       |     | 8 |   |   |   |    |    |      |  | FC Rouennais                       | 1-2 | 4-1 |     | 1-2 | 3-3 |
| ?    | OGC Nice                           | 6   | 8 | 3 | 0 | 5 | 14 | 23 | -9   |  | OGC Nice                           | 0-5 | 3-2 | 5-1 |     | 2-7 |
| ?    | Racing club de France              |     | 8 |   |   |   |    |    |      |  | Racing club de France              | 2-2 | 2-4 | ?-? | 3-1 |     |

Poule C
| Rang | Équipe             | Pts | J | G | N | P | Bp | Bc | Diff |  | Résultats (▼ dom., ► ext.) | RED | ASC | LIL | AMI | HAV  |
| ---- | ------------------ | --- | - | - | - | - | -- | -- | ---- |  | -------------------------- | --- | --- | --- | --- | ---- |
| 1    | Red Star Olympique |     | 8 |   |   |   |    |    |      |  | Red Star Olympique         |     | 4-0 | 3-4 | 3-2 | ?-?  |
| ?    | AS Cannes          | 11  | 8 | 4 | 1 | 3 | 21 | 14 | +7   |  | AS Cannes                  | 3-3 |     | 5-0 | 3-1 | 4-1  |
| ?    | Olympique lillois  |     | 8 |   |   |   |    |    |      |  | Olympique lillois          | 2-2 | 3-2 |     | ?-? | 7-2  |
| ?    | Amiens AC          |     | 8 |   |   |   |    |    |      |  | Amiens AC                  | 2-6 | 2-3 | 4-4 |     | 13-0 |
| ?    | Stade havrais      |     | 8 |   |   |   |    |    |      |  | Stade havrais              | 0-2 | 0-1 | 2-0 | 2-4 |      |

Poule D
| Rang | Équipe         | Pts | J | G | N | P | Bp | Bc | Diff |  | Résultats (▼ dom., ► ext.) | MUL | CAP | VAL | UST | HAC |
| ---- | -------------- | --- | - | - | - | - | -- | -- | ---- |  | -------------------------- | --- | --- | --- | --- | --- |
| 1    | FC Mulhouse    |     | 8 |   |   |   |    |    |      |  | FC Mulhouse                |     | 1-1 | 2-1 | ?-? | 2-2 |
| ?    | CA Paris       |     | 8 |   |   |   |    |    |      |  | CA Paris                   | ?-? |     | 2-1 | ?-? | 1-2 |
| ?    | AS Valentigney |     | 8 |   |   |   |    |    |      |  | AS Valentigney             | ?-? | 3-3 |     | ?-? | 2-1 |
| ?    | US Tourcoing   |     | 8 |   |   |   |    |    |      |  | US Tourcoing               | ?-? | 3-1 | 2-0 |     | 4-0 |
| ?    | Le Havre AC    | 7   | 8 | 3 | 1 | 4 | 14 | 17 | -3   |  | Le Havre AC                | 1-3 | 3-1 | 0-2 | 5-2 |     |

### Matchs de poule
- 6 septembre 1931 (1re journée)[29]
  - FC Sochaux 5-0 RC Roubaix
  - US Tourcoing 3-1 CA Paris[31]
  - Club français 2-1 SO Montpellier
  - FC Mulhouse 2-2 Le Havre AC
  - Stade havrais 0-2 Red Star
  - FC Rouen 3-3 Racing club de France[32]
- 13 septembre 1931[33]
  - A Mulhouse, FC Mulhouse 2-1 AS Valentigney
- 27 septembre 1931
  - A Sochaux : FC Sochaux 6-1 SO Montpellier[34].
- 4 octobre 1931[35]
  - A Saint-Ouen, Stade français 2-1 OGC Nice
  - A Saint-Ouen, Racing club de France 2-4 Excelsior Athlétic Club de Roubaix
  - A Lille, Olympique lillois 2-2 Red Star
  - FC Sète 3-1 FC Sochaux
  - RC Roubaix 3-1 SO Montpellier
- 25 octobre 1931[36]
  - A Paris : Red Star Olympique 3-4 Olympique lillois
  - A Nice : OGC Nice 2-7 Racing club de France
  - A Roubaix : RC Roubaix 2-3 Club français
  - A Rouen : FC Rouen 1-2 Stade français
- 1er novembre 1931[37],[38]
  - A Montpellier : SO Montpellier 3-1 Club français
  - A Rouen : FC Rouennais 4-1 Excelsior Athlétic Club de Roubaix
  - A Amiens : Amiens AC 2-6 Red Star Olympique
  - A Roubaix : RC Roubaix 1-2 FC Sète
  - A Lille : Olympique lillois 3-2 AS Cannes
  - Au Havre : Le Havre AC 0-2 AS Valentigney
- 8 novembre 1931
  - Match nul entre l'AS Valentigney et le FC Mulhouse[39].
- 11 novembre 1931[40]
  - A Sète : FC Sète 3-2 SO Montpellier
  - A Cannes : AS Cannes 4-1 Stade havrais
  - A Nice : OGC Nice 3-2 Excelsior Athlétic Club
  - A Sochaux : FC Sochaux 2-0 Club français
  - US Tourcoing 2-0 AS Valentigney
- 15 novembre 1931[41].
  - Au stade Buffalo de  Montrouge : Stade français 1-1 Racing Club de France
- 22 novembre 1931[42],[43].
  - Au Havre: Le Havre AC 3-1 CA Paris
  - A Amiens  : Amiens AC 4-4 Olympique lillois
  - A Montpellier : SO Montpellier 2-2 FC Sochaux
- 29 novembre 1931[44].
  - A Nice : OGC Nice 0-5 Stade français
  - A Amiens : Amiens AC 2-3 AS Cannes
  - A Valentigney : AS Valentigney 3-3 CA Paris
  - A Roubaix : Excelsior Athlétic Club 2-2 Racing club de France
- 25 décembre 1931[45],[46].
  - A Cannes : AS Cannes 5-0 Olympique lillois
  - A Roubaix : Excelsior Athlétic Club 6-3 FC Rouennais
  - Au Havre : Stade havrais 2-4 Amiens AC
  - Club français 2-3 FC Sète
  - A Paris : CA Paris 1-1 FC Mulhouse
- 27 décembre 1931[47].
  - Au stade Buffalo de  Montrouge : Stade français 1-1 FC Rouennais
  - Au stade Buffalo de  Montrouge : Club français 2-9 FC Sochaux
  - A Cannes : AS Cannes 3-1 Amiens AC
  - A Roubaix : Excelsior Athlétic Club 2-0 OGC Nice
  - A Montpellier : SO Montpellier 4-0 RC Roubaix
  - Au Havre : Le Havre AC 2-1 CA Paris
- 1er janvier 1932[48],[49].
  - A Saint-Ouen : Excelsior Athlétic Club de Roubaix 1-2 Stade français
  - A Saint-Ouen : Red Star 4-0 AS Cannes
  - A Sète: FC Sète 6-1 RC Roubaix
  - A Nice: OGC Nice 5-1 FC Rouennais
  - Au Havre: Le Havre AC 1-3 FC Mulhouse
- 3 janvier 1932
  - Au Havre : Stade havrais 0-1 AS Cannes[50],[51].
- 4 janvier 1932[52].
  - A Nice  : OGC Nice 5-1 FC Rouennais
- 14 février 1932[53].
  - A Tourcoing : US Tourcoing 4-0 Le Havre AC
  - A Le Havre : Stade havrais 2-0 Olympique lillois
- 21 février 1932
  - A Montpellier : SO Montpellier 1-3 FC Sète[54].
- 6 mars 1932 :
  - Au stade Buffalo de Montrouge : Stade français 1-0 Excelsior Athlétic Club de Roubaix[55]
- 20 mars 1932[56] :
  - A Paris, CA Paris 2 - 1 AS Valentigney
  - A Roubaix : Club français 4-2 RC Roubaix[57].
- 26 mars 1932[58].
  - A Saint-Ouen : Racing club de France 3-1 OGC Nice
- 27 mars 1932[58]
  - A Rouen : FC Rouennais 1-2 OGC Nice
  - Au Havre : Le Havre AC 2-1 AS Valentigney
  - A Amiens : Amiens AC 13-0 Stade havrais
- 17 avril 1932[59].
  - A Colombes : Racing club de France 2-2 Stade français
- 25 avril 1932
  - Au Havre : Le Havre AC 5-2 US Tourcoing[60]
- 14 mai 1932[61]
  - A Colombes : Club français 2-4 FC Sète
- 16 mai 1932[62]
  - A Cannes : AS Cannes 3-3 Red Star
- 21 mai 1932[63].
  - Au Stade Jean-Bouin de Paris : Red Star Olympique 3-2 Amiens AC
- 22 mai 1932[64]
  - A Lille : Olympique lillois 7-2 Stade havrais

### Demi-finales
- A Montpellier, le 29 mai 1932 : Stade français 3-0 FC Sète[65]
- A Strasbourg, le 29 mai 1932 : FC Mulhouse 2-1 Red Star Olympique

### Finale
- Au Stade Buffalo (Montrouge), le 5 juin 1932 : FC Mulhouse 4-2 Stade français[66],[67].